# Светски дан вегана
Светски дан вегана је глобални догађај који се обележава сваког 1. новембра. Вегани славе предности веганства за животиње, људе и природу  кроз активности као што су постављање тезги и садња спомен дрвећа.

## Историја
Догађај је 1994. основала тадашња председница Веганског друштва у Уједињеном Краљевству Луиз Волис, у знак сећања на 50. годишњицу оснивања организације  и сковања термина „веган“ и „веганизам“.  Говорећи 2011., Волис је рекла следеће: „Знали смо да је Друштво основано у новембру 1944., али нисмо знали тачан датум, па сам одлучила да то буде на 1. новембар, делом зато што ми се допала идеја да се овај датум поклопи са Самаином / Ноћ вештица и Дан мртвих - традиционална времена за гозбе и славља, и прикладна и повољна."

## Календарски контекст
Светски дан вегана, односно Међународни дан вегана, обележава се у континуитету са Месецом свести о вегетаријанству (цео октобар), који почиње Светским даном вегетаријанаца 1. октобра.  Октобар такође укључује друге комеморативне датуме који укључују поштовање према животу свих врста,  вегетаријанство засновано на вери   и заштити животиња и још много тога. 
Светски дан вегана прати месец свести о вегетаријанству (октобар) и покреће Светски месец вегана (цео новембар). 

## Европа

### Немачка
- Неколико различитих догађаја у метрополитанским градовима. [2]

### Ирска
- 2022. кампања Full Irish Vegan подстакла је ресторане да понуде биљне опције за Светски дан вегана, уз учешће преко 160 ресторана.

### Уједињено Краљевство
- Током октобра планиран је фестивал у Глазгову.
- 2024. планиран је фестивал у Есексу,  као и пијаце у Солсберију и Сарију.

## Северна Америка

### Сједињене Државе

#### Бостон
- Бостонски фестивал вегетаријанске хране (цео викенд), бесплатна веганска храна (неколико хиљада посетилаца), спонзорисан годишње и тренутно од стране Бостонског вегетаријанског друштва . [3]

#### Сан Франциско
- У Сан Франциску се одржава годишњи догађај од 1999.[4]

#### Ричмонд
- Веганско друштво је започело догађаје у Ричмонду 2018.